# (5384) Changjiangcun
(5384) Changjiangcun est un astéroïde de la ceinture principale, de la famille de Hungaria.

## Description
(5384) Changjiangcun est un astéroïde de la ceinture principale, de la famille de Hungaria. Il présente une orbite caractérisée par un demi-grand axe de 1,94 UA, une excentricité de 0,10 et une inclinaison de 27,1° par rapport à l'écliptique.

## Compléments